# راينهارد في. ميتزجر
راينهارد في. ميتزجر هو سياسي أمريكي، ولد في 12 أبريل 1898، وتوفي في 1975. نشط حزبياً في الحزب الجمهوري. وقد انتخب عضو جمعية نيوجيرسي العامة ‏.